# Ortler Skiarena
Die Ortler Skiarena ist ein Verbund von 15 Skigebieten, davon 13 in Italien im westlichen und nördlichen Südtirol, eines in der Schweiz in Graubünden und eines in Österreich in Nauders. Die Skigebiete reichen von 1500 bis über 3200 m Höhe. Sie umfassen zwei Gletschergebiete, am Ortler und im Schnalstal. Insgesamt gibt es 400 Pistenkilometer. Der Sitz des Unternehmens befindet sich in Gomagoi (Gemeinde Stilfs).

## Skigebiete
| Name                       | Gemeinden               | Koordinaten                      | Seehöhe in m von | Seehöhe in m bis | Liftanlagen | Pisten in km | Pisten in km (Detail)            | Rodelbahnen Gesamt | Langlaufloipe | Weblink |
| -------------------------- | ----------------------- | -------------------------------- | ---------------- | ---------------- | ----------- | ------------ | -------------------------------- | ------------------ | ------------- | ------- |
| Skigebiet Ladurns          | Brenner                 | 46° 56′ 35,3″ N, 11° 22′ 37,2″ O | 1100             | 2030             | 5           | 15           | 6 leicht, 8 mittel, 1 schwer     | 1                  | 2 Loipen      |         |
| Skigebiet Meran 2000       | Hafling, Meran, Sarntal | 46° 39′ 57,7″ N, 11° 14′ 29″ O   | 1680             | 2300             | 8           | 40           | 12 leicht, 25 mittel, 3 schwer   | 2                  | 1 Loipe       |         |
| Minschuns / Val Müstair CH |                         |                                  |                  |                  |             |              |                                  |                    |               |         |
| Skigebiet Nauders AT       |                         |                                  | 1400             | 2750             | 13          | 75           | 18 leicht, 24 mittel, 13 schwer  |                    |               |         |
| Skigebiet Pfelders         | Moos in Passeier        | 46° 47′ 28,3″ N, 11° 5′ 58,9″ O  | 1601             | 2502             | 4           | 13           | 3 leicht, 9 mittel, 1 schwer     | 2                  | 2 Loipen      |         |
| Skigebiet Reinswald        | Sarntal                 | 46° 41′ 43,3″ N, 11° 26′ 24,4″ O | 1570             | 2460             | 4           | 14           | 4 leicht, 7 mittel, 3 schwer     | 2                  | 1 Loipe       |         |
| Skigebiet Rittner Horn     | Barbian, Ritten         | 46° 36′ 9,3″ N, 11° 27′ 23,8″ O  | 1530             | 2260             | 3           | 15           | 6,5 leicht, 6 mittel, 2,5 schwer | 1                  | 2 Loipen      |         |
| Skigebiet Rosskopf         | Ratschings, Sterzing    | 46° 54′ 45,9″ N, 11° 23′ 51,6″ O | 960              | 2189             | 3           | 18           | 6 leicht, 10,5 mittel, 1 schwer  | 1                  | 1 Loipe       |         |
| Skigebiet Schnalstal       | Schnals                 | 46° 45′ 29,8″ N, 10° 46′ 56,2″ O | 2011             | 3212             | 12          | 30           | 8 leicht, 8 mittel, 14 schwer    | 1                  | 2 Loipen      |         |
| Skigebiet Schöneben        | Graun im Vinschgau      | 46° 48′ 14,3″ N, 10° 29′ 22,2″ O | 1460             | 2350             | 9           | 65           | 30 leicht, 29 mittel, 6 schwer   | 1                  | 30 km         |         |
| Skigebiet Schwemmalm       | Ulten                   | 46° 32′ 27,6″ N, 10° 56′ 3″ O    | 1500             | 2625             | 5           | 23           | 9 leicht, 12 mittel, 2 schwer    | 1                  | 1 Loipe       |         |
| Skigebiet Sulden           | Stilfs                  | 46° 31′ 28,9″ N, 10° 35′ 21,4″ O | 1900             | 3250             | 10          | 44           | 17 leicht, 13 mittel, 14 schwer  | 1                  | 8 km          |         |
| Skigebiet Trafoi           | Stilfs                  | 46° 34′ 11,3″ N, 10° 30′ 17,2″ O | 1570             | 2400             | 4           | 10           | 4 leicht, 5 mittel, 1 schwer     | 1                  | 1 Loipe       |         |
| Skigebiet Vigiljoch        | Lana, Marling, Tscherms | 46° 38′ 15,2″ N, 11° 5′ 51,2″ O  | 1490             | 1814             | 4           | 3            | 1 leicht, 2 mittel               | 1                  |               |         |
| Skigebiet Watles           | Mals                    | 46° 42′ 28,9″ N, 10° 29′ 35,4″ O | 1750             | 2500             | 3           | 18           | 6 leicht, 12 mittel              | 1                  | 15 km         |         |

Zu den Pisten in Kilometern: Viele Skigebiete geben zu hohe Pistenlängen an. Das hatte schon im Jahr 2013 der Deutsche Kartograph und Journalist Christoph Schrahe festgestellt und bemängelt. Er hat eine Methode und ein Gütesiegel entwickelt, dies zu korrigieren und korrekte Pistenlängen anzugeben.